# Khalkisz (Szíria)
Khalkisz ( arabul: قنشرين Qinnašrīn;   latinul: Chalcis ad Belum  görög  Χαλκίς ) egy ókori város ókori görög neve volt a mai Észak-Szíria területén. A település Aleppótól 25-30 km-re délnyugatra feküdt, és a római időkben egy főút kötötte össze Aleppóval.

## Történet
Appianus szerint Khalkiszt I. Nicator Szeleukosz alapította (ur.: Kr.e. 305-281), és az euboiai Kálkiszről nevezték el. A valóságban a település valószínűleg már korábban is létezett.
A hellenisztikus korból csak kevés adat ismert . Feltételezhető azonban, hogy a várost ebben az időszakban biztosították a római korban először egy megújított erődfallal. A hely Jézus idejében egy fejedelemség központja volt . 
A város kezdettől fogva keresztény püspökség volt, később az autokefális érsekség méltóságára emelték.  Több püspökének a neve ismert, a 3. századi Tranquillustól a 6. század végén élt Probuséig, akit Mauritius Tiberius császár küldött követként I. Huszrau szászánida királyhoz. 
A késő ókorban Kálkisz szerepet játszott a római-perzsa háborúkban.
629-ben, az iszlám terjeszkedés kezdetén Abu ʿUbeida alatt végül az arabok hódították meg. Kezdetben -  Quinnasrin néven - megőrizte fontos pozícióját, többek között az Omajjádok észak-szíriai fővárosaként és fontos katonai bázisként. Az ezt követő időszakban a város egyre inkább elvesztette befolyását. 
A 10-11. században a háborúk alatt elpusztult és elnéptelenedett.
A helyet az oszmán korban Eski Halebként, azaz „régi Aleppóként” ismerték.